# Léguevin
Léguevin is een gemeente in het Franse departement Haute-Garonne (regio Occitanie). De plaats maakt deel uit van het arrondissement Toulouse. Léguevin telde op 1 januari 2022 9.710 inwoners.

## Geografie
De oppervlakte van Léguevin bedroeg op 1 januari 2022 24,45 vierkante kilometer; de bevolkingsdichtheid was toen 397,1 inwoners per km².

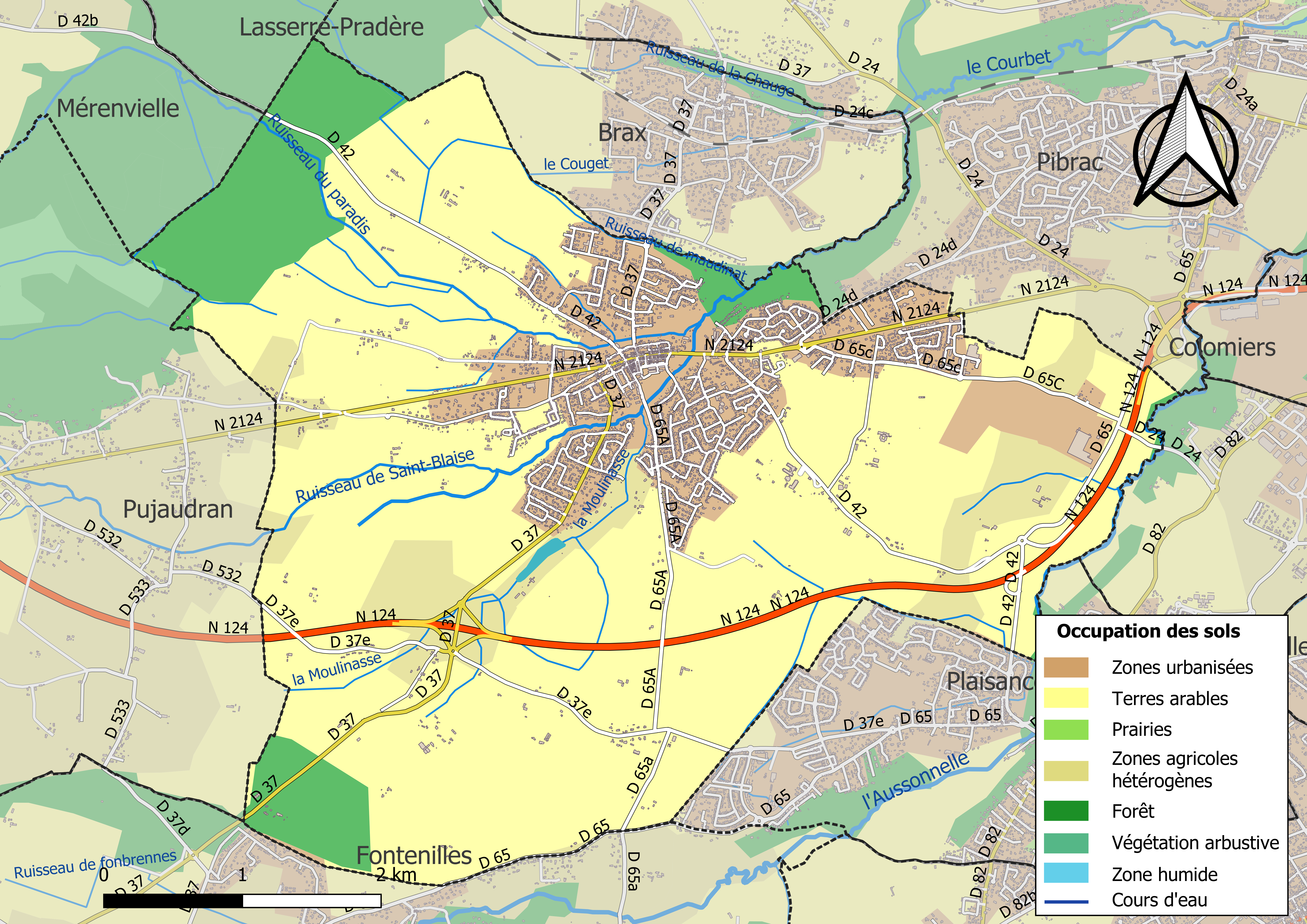
Kaart van de gemeente met belangrijkste infrastructuur, bodemgebruik en omliggende gemeenten

## Demografie
De figuur toont het verloop van het inwonertal (bron: INSEE-tellingen).